# 台灣青年勞動九五聯盟
社團法人台灣青年勞動九五聯盟，簡稱九五聯盟，為一個由大專院校學生、學者組成的非營利社運團體，成立於2005年4月19日。

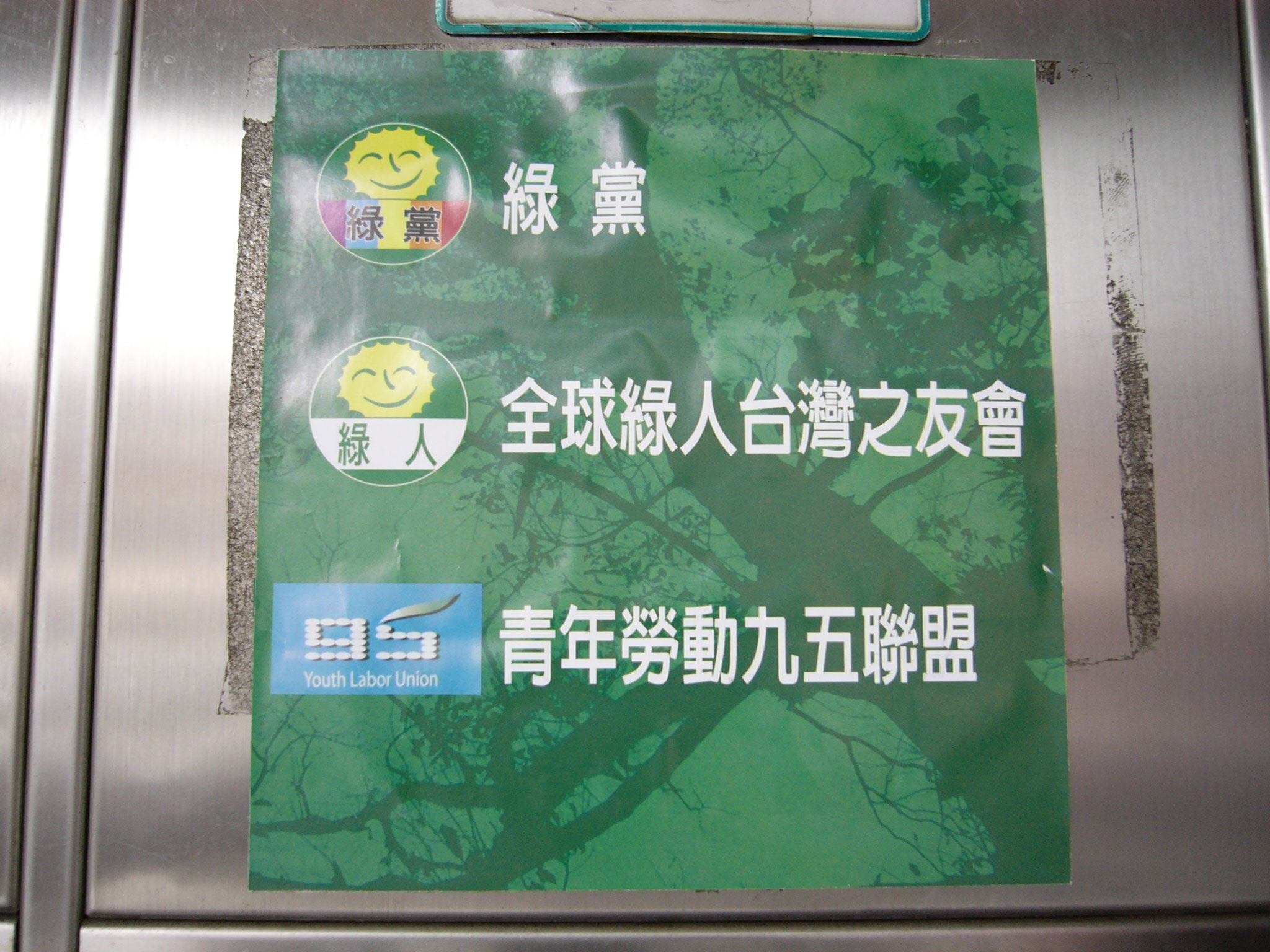
台灣綠黨、全球綠人台灣之友會與青年勞動九五聯盟曾經合用總部

## 歷史
2004年11月，東海大學、輔仁大學、東吳大學、國立臺灣大學、國立政治大學、國立中興大學等多校學生社團與泛紫聯盟連續發起多場記者會與請願活動，要求行政院勞工委員會針對現階段法律解釋中打工最低時薪僅新臺幣66元加以檢討調整，應依據兩週84小時的工時規定將每小時工資上修為新臺幣95元。
2005年1月19日，學生代表出席行政院勞工委員會勞動條件處召開的公聽會，會中出席者尚包括台灣連鎖加盟促進協會、中華民國中小企業協會代表，討論調整時薪規定的需要與可行性。會中一致認為時薪新臺幣66元規定太低，對於部分工時工作者應依勞動權平等原則與比例原則給予有薪休假。行政院勞工委員會副主任委員在會中承諾，行政院勞工委員會將於三個月內作出評估報告。
2005年4月19日，學生社團成員前往行政院勞工委員會廣場前抗議承諾跳票，宣布成立青年勞動九五聯盟。
2006年1月8日，青年勞動九五聯盟與泛紫聯盟召集並協助卡債受害者，成立卡債受害者自救會。
2006年3月21日，青年勞動九五聯盟、台灣人權促進會、台灣法學會、臺灣性別人權協會等社團共同成立集遊惡法修法聯盟，推動修改《集會遊行法》。
2007年3月8日，針對基本工資調漲之議題，青年勞動九五聯盟召開記者會公布聯盟調查數據，駁斥行政院經濟建設委員會主任委員何美玥與中華民國經濟部部長陳瑞隆反對調漲基本工資的三大說詞，呼籲行政院勞工委員會調漲基本工資並立即修正時薪計算公式。
2007年6月6日，行政院會議核定，本年7月1日起，基本工資調漲9.09%、時薪調漲為新臺幣95元；青年勞動九五聯盟轉型為糾察隊，呼籲打工族投訴未合法發薪的公司行號。
2008年3月25日，中華民國內政部「台內社字第0970051647號函」許可青年勞動九五聯盟立案。
2008年8月31日，青年勞動九五聯盟於臺北市城鄉會館舉辦立案茶會。
2008年12月25日，中華民國內政部許可青年勞動九五聯盟之社團法人設立登記。